# 极端金属
极端金属（英語：Extreme metal），又譯為極限金屬，是一个重金屬音樂的概括性分類，可指代1980年代早期开始发展的一系列互相关联的重金属类型音樂。它被定义为“一组视觉、听觉、语言入侵的金属音乐子类型”。该词通常指的是一种更加摩擦性、粗砺、地下、非商业化的风格，与速度金属、敲击金属、死亡金属、黑金属和末日金屬等类型息息相关。